# Sorbaria grandiflora
Espèce
Classification phylogénétique
Le Sorbaire à grandes fleurs, Sorbaire de Pallas ou Fausse spirée à grandes fleurs (Sorbaria grandiflora), est une espèce de plantes à fleurs de la famille des Rosaceae. C'est un arbuste originaire de l'est de la Sibérie.
Noms Russes : Рябинник крупноцветковый, Рябинник Палласа

## Description
La sorbaire à grandes fleurs a les caractéristiques suivantes :
- il s'agit d'un arbuste caduc, de taille ne dépassant pas trois mètres ;
- il peut drageonner assez abondamment :
- les feuilles sont composées imparipennées, aux folioles moins nombreuses que chez Sorbaria sorbifolia ;
- les stipules sont persistants ;
- la floraison débute fin mai et se poursuit jusqu'en septembre ;
- les fleurs sont blanches, d'environ un centimètre de diamètre (plus grandes que chez Sorbaria sorbifolia), en panicules pyramidaux ;
- elles ont cinq sépales, cinq pétales, cinq pistils et de nombreuses étamines (40 à 50) (il s'agit d'une caractéristique générale de la famille) ;
- les étamines sont moins de deux fois plus longues que les pétales (c'est un moyen de différencier cette espèce de Sorbaria sorbifolia) ;
- les fruits sont des follicules déhiscents avec peu de graines (caractéristique de la sous-famille).

## Répartition
Cette espèce est originaire de l'Est de la Sibérie (des bords du lac Baïkal au Kamtchatka, y compris Sakhaline). Elle est largement répandue actuellement dans tous les pays à climat tempéré.
Son habitat naturel est semi-forestier, sur sol frais en milieu non aride. Elle prospère en lisière de forêts et en ripisylves où elle peut former des espaces denses et impénétrables en raison de sa propension à drageonner.

## Position taxinomique

### Synonymes
Il s'agit de l'espèce du genre qui a connu le plus de reclassements, et, par conséquent, qui dispose du plus grand nombre de synonymes :
- Spiraea sorbiflolia var. pusilla Pall. (1784)
- Spiraea sorbiflolia var. alpina Pall. (1784)
- Spiraea sorbifolia var. alpina DC. (1825)
- Spirea grandiflora Sweet (1830)
- Spiraea pallasii G.Don (1832)
- Basilima grandiflora (Sweet) Kuntze (1891)
- Sorbaria alpina (Pall.) Dieppel (1893)
- Basilima alpina (Pall.) Koehne (1893)
- Sorbaria pallasii (G.Don) Pojark. (1939).

### Historique
Cette espèce avait été décrite une première fois par Pyotr Simon von Pallas en 1784 comme variété de Spiraea sorbifolia sous deux noms : Spiraea sorbiflolia var. pusilla page 38 de Flora Rossica seu Stirpium Imperii Rossici par Europam et Asiam Indigenarum Descriptiones et Icones et sous le nom de « alpina pygmaea » dans la planche 25 du même ouvrage.
En 1825, Augustin Pyrame de Candolle la redécrit sous le nom de Spiraea sorbifolia var. alpina DC. Ce nom est superflu puisque la dénomination Spiraea sorbiflolia var. pusilla a été publiée de manière valide.
Robert Sweet en fait une espèce à part entière en 1827 : Spirea grandiflora Sweet. Ce renommage sans description est considéré comme invalide par George Don, qui, en 1932, la renomme Spiraea pallasii G.Don
En 1879, Carl Maximowicz la reclasse dans le genre Sorbaria sur la base du nom donné par Robert Sweet.
En 1891, Carl Ernst Otto Kuntze la reclasse dans le genre Balisima : Basilima grandiflora (Sweet) Kuntze
En 1893, Léopold Dieppel reprend la description de Pallas de Spiraea sorbifolia var alpina pour en faire l'espèce Sorbaria alpina (Pall.) Dieppel, qui devient donc un autre synonyme de Sorbaria grandiflora.
La même année, Bernhard Adalbert Emil Koehne, comme Kuntze, mais sur la même base que Léopold Dieppel, crée un nouveau synonyme dans le genre Basilima : Basilima alpina (Pall.) Koehne
En 1939, Antonina Ivanovna Pojarkova reprend aussi la description de Pallas, et, pour les mêmes raisons que George Don, crée l'espèce Sorbaria pallasii (G.Don) Pojark., qui devient donc un synonyme plus récent de Sorbaria grandiflora.

### Taxons de niveaux inférieurs
Une sous-espèce est reconnue :
- Sorbaria grandiflora subsp. rhoifolia (Kom.) Jakubov (1996) - synonyme : Sorbaria rhoifolia Kom., Sorbaria pallasii subsp. rhoifolia (Kom.) Vorosch.

## Utilisation
Cette espèce connaît un début de diffusion comme plante ornementale en France, pour sa floraison et sa robustesse (elle résiste à des températures de -30 °C).
La principale variété horticole est Sorbaria grandiflora 'Maia'.

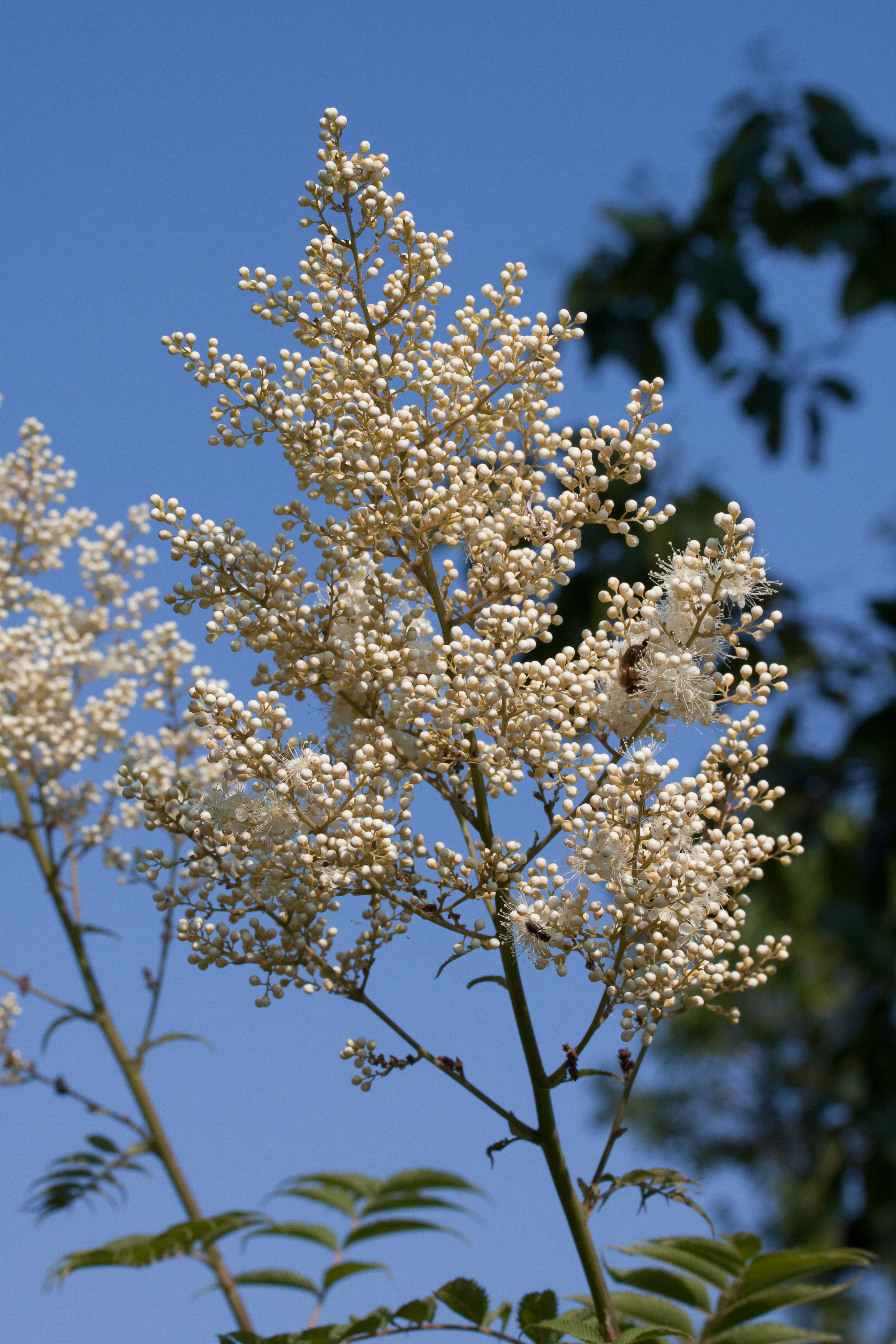
Fleurs.
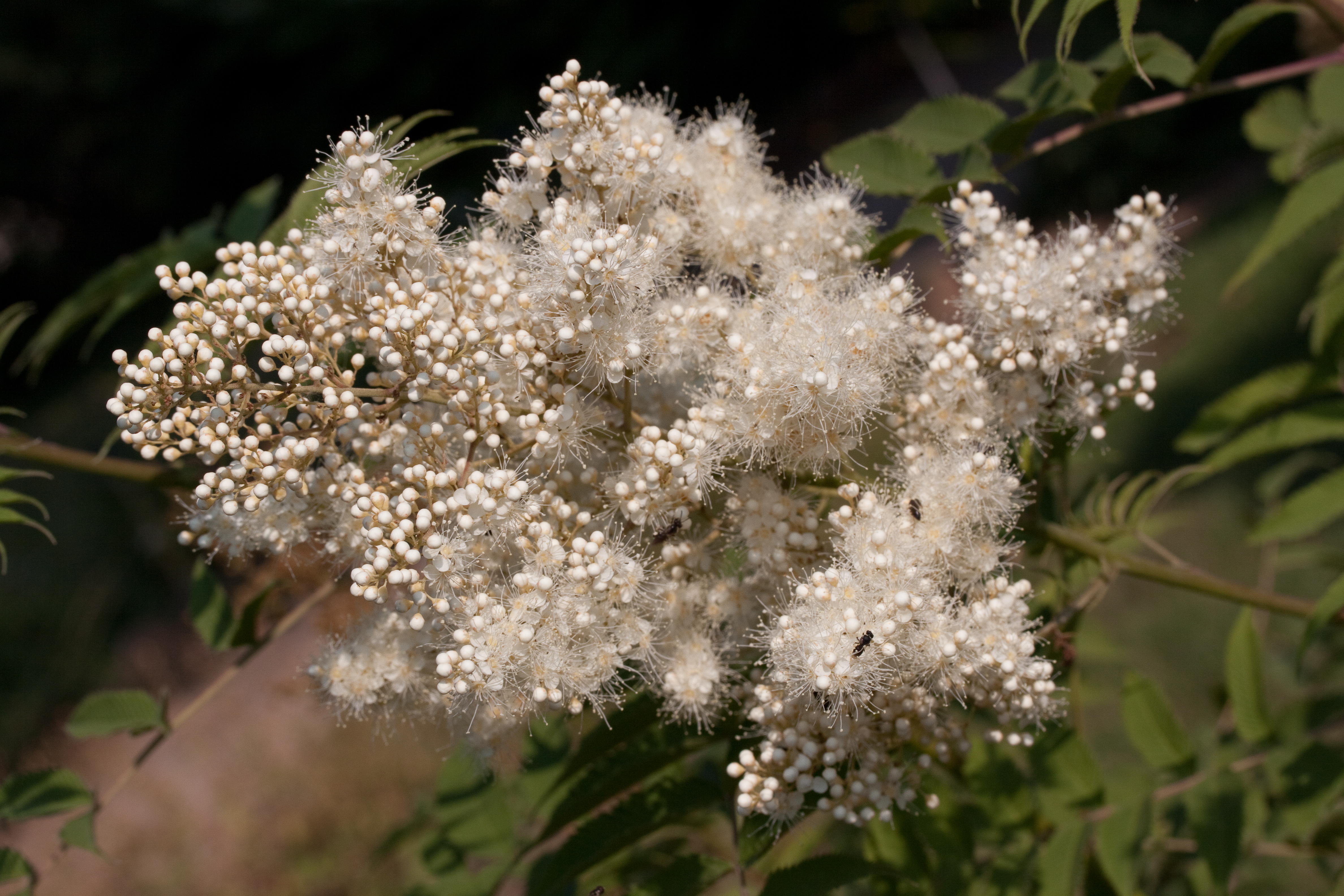
Fleurs.
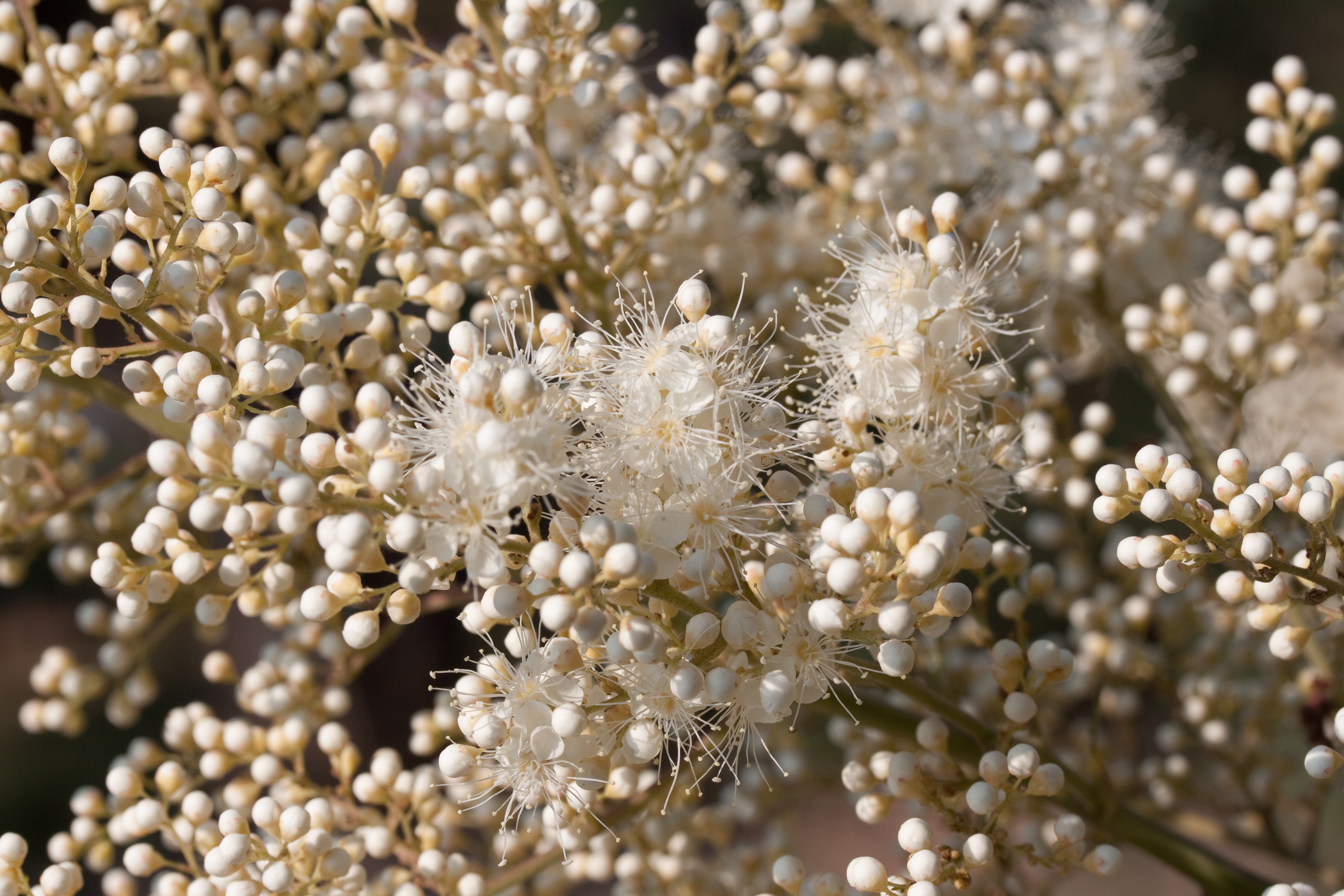
Fleurs.
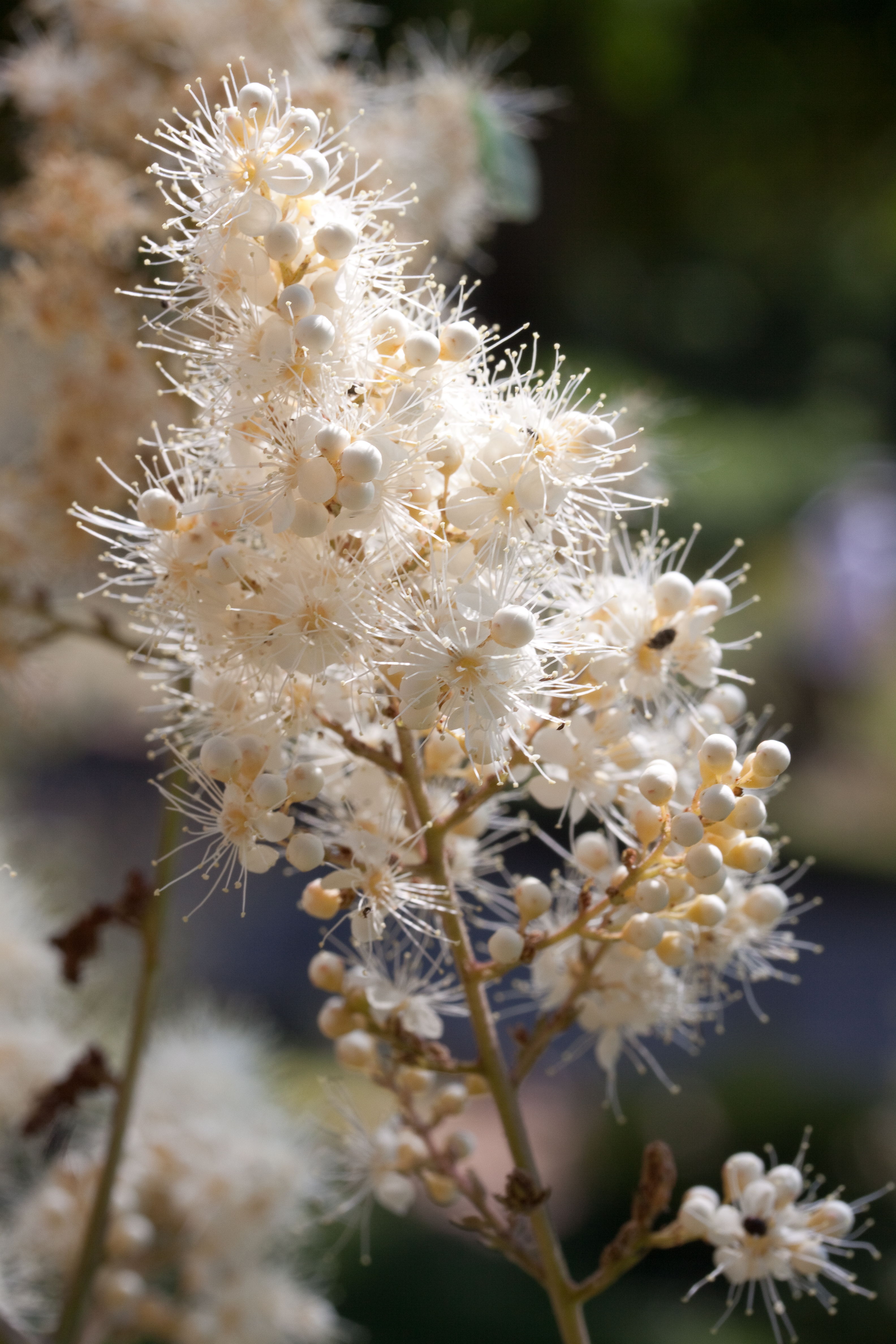
Fleurs.
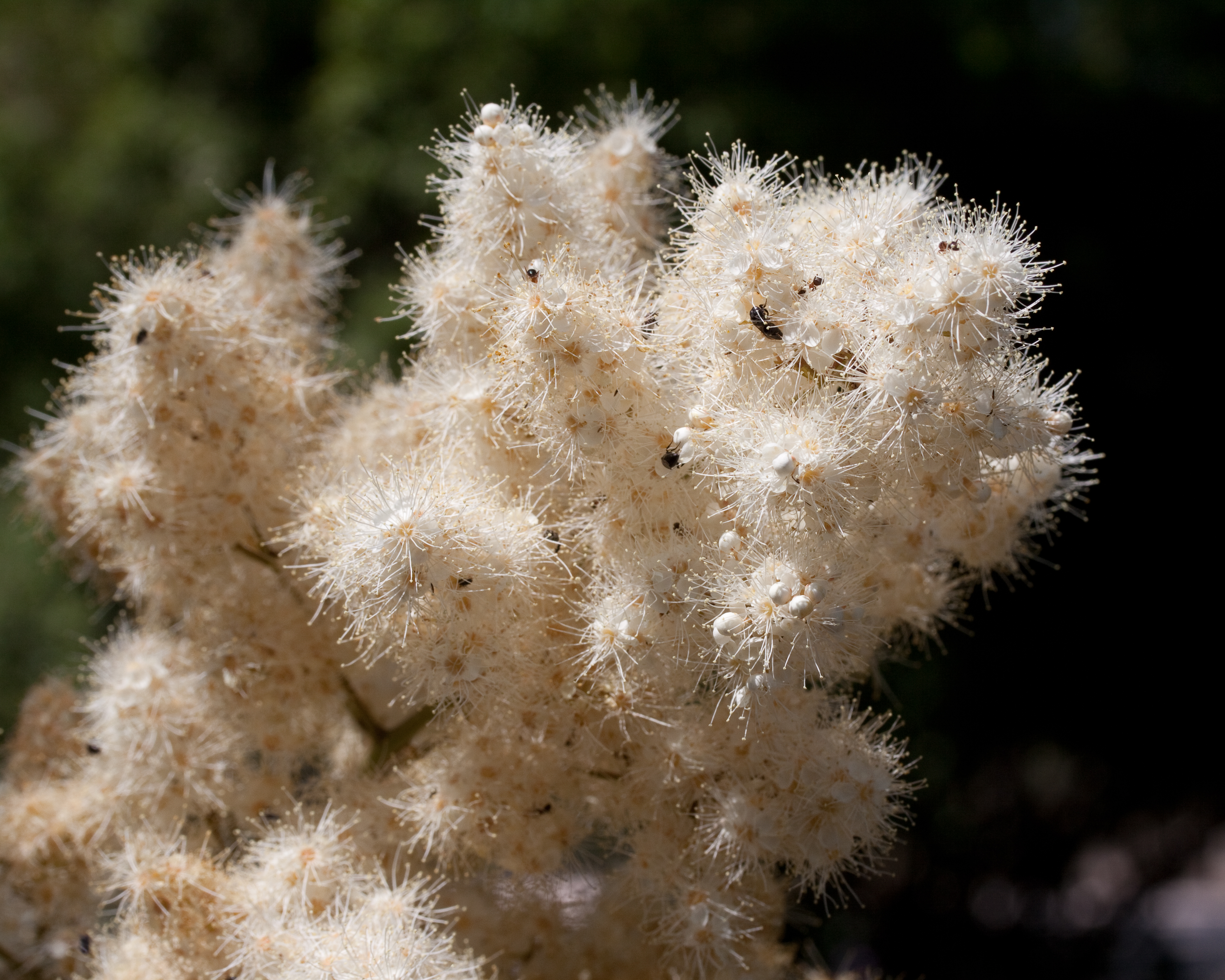
Fleurs.
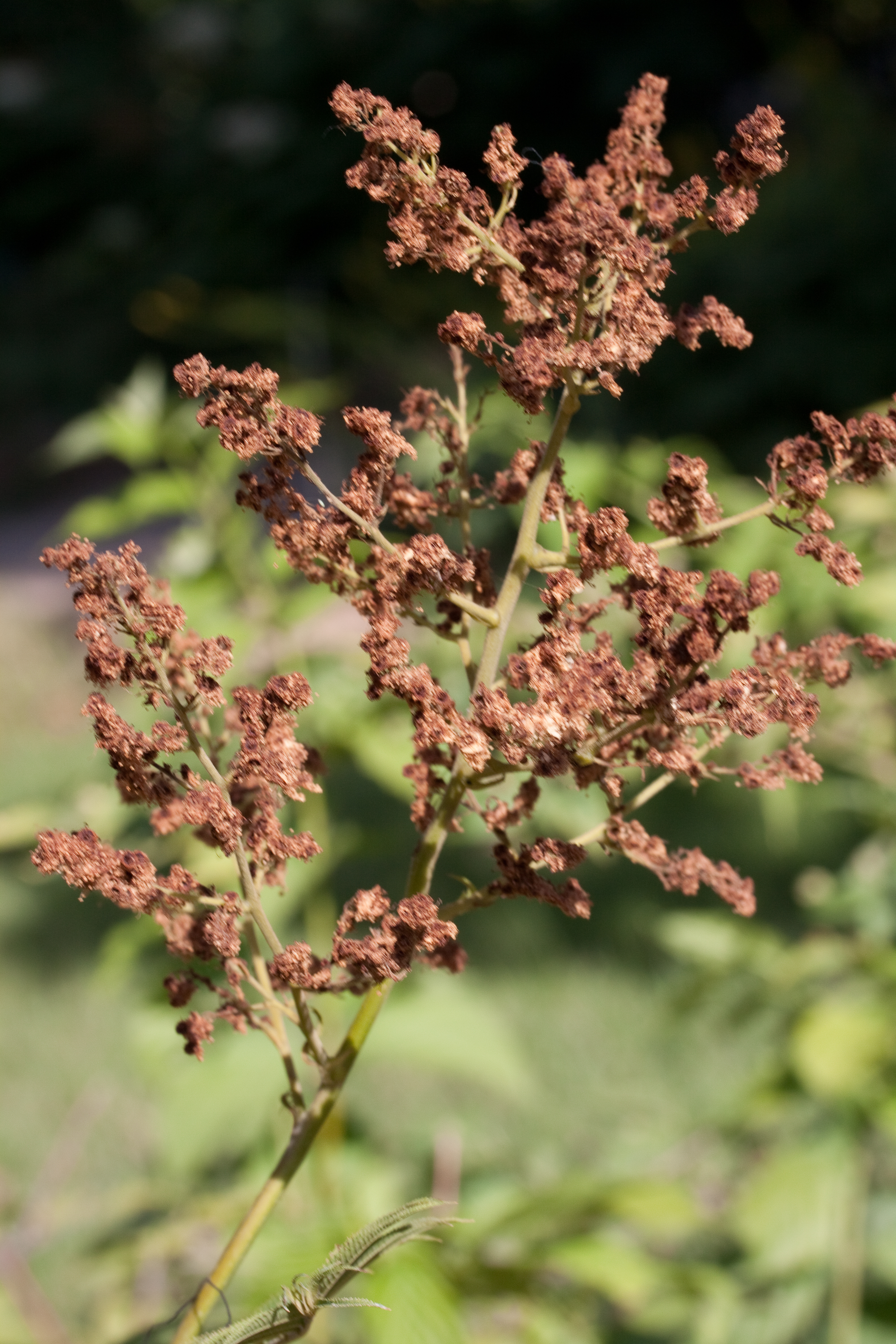
Fin de floraison.